# Tubon
| Joh Mustad AB IE-50 „Tubon“ | Joh Mustad AB IE-50 „Tubon“ |
| Allgemeines                 | Allgemeines                 |
| --------------------------- | --------------------------- |
| Name                        | IE-50 „Tubon“               |
| Hersteller                  | Joh Mustad AB               |
| Klangsynthese               | analog, subtraktiv          |
| Zeitraum                    | 1966                        |
| Abmessungen                 | 83 × 13 cm                  |
| Eigenschaften               |                             |
| Polyphon                    | nein                        |
| Multitimbral                | nein                        |
| Oszillatoren                | 1                           |
| Filter                      | keine                       |
| Tasten                      | 32 Tasten                   |
| Effekte                     | keine                       |

Die IE-50, de facto als Tubon bekannt, ist eine analoge, einstimmige elektronische Orgel der schwedischen Joh Mustad AB aus Göteborg. Sie wurde 1966 veröffentlicht und war fast ausschließlich bei schwedischen und finnischen Bands dieses Zeitraums verbreitet.

## Allgemeines
Die Tubon wurde von Bengt Olof Ingemar Brodin entwickelt und verdankt ihren Namen dem zylinderförmigen Gehäuse, in dem sowohl Manual als auch Technik und Batterie untergebracht sind. Dadurch hat es Ähnlichkeiten mit Keytar-Instrumenten, welche jedoch erst in den 1980er-Jahren populär wurden.
Sie verfügt über 32 Tasten, die kleiner als gewöhnliche Klaviaturtasten sind, um das Instrument kompakt zu halten. Außerdem bestehen diese nicht aus Holz, sondern aus Plastik.
Das Instrument verfügt über nur einen Oszillator, der Rechteckschwingungen ausgibt und ist dementsprechend monophon. Daher ist auch keine Multitimbralität vorhanden.
Üblicherweise bedient der Musiker das Manual mit der rechten und die Register sowie Lautstärke mit der linken Hand. Dazu ist an der Oberseite der Orgel, an der auch der Lautsprecher angebracht ist, eine Aussparung zu finden, in der die vier Register als Druckknöpfe sowie der Drehregler für die Lautstärke angebracht sind.
Es kann zwischen vier Registern gewählt werden: Kontrabass, Saxophon, E-Bass und Holzblasinstrument. Diese sind jedoch bloß qualitativ minderwertige Klangemulationen und keineswegs mit den Originalinstrumenten zu vergleichen. Hier wird auch die eigentlich für das Instrument angedachte Rolle als Ersatz für den E-Bass deutlich. Das Ziel liegt nicht in der Emulation der z. T. akustischen Instrumente, sondern in der Produktion eines angemessenen Bass-Sounds.
Die Klangausgabe erfolgt entweder über den am Instrumentende angebrachten Lautsprecher oder über einen 6,35 mm Klinkenstecker. Das Instrument ist nicht Stereofonie-fähig.
Die Tubon wird durch eine 9V-Blockbatterie betrieben, welche am unteren Teil der Orgel eingesetzt wird. Dies ermöglicht dem Musiker absolute Bewegungsfreiheit auf der Bühne, solange der eingebaute Lautsprecher verwendet wird.
Das Instrument produziert einen gluckernden, z. T. röhrenden Klang und erinnert stark an experimentelle Synthesizer der 1960er Jahre sowie Elemente der Musique concrete.

## Sonstiges
Das Instrument gelangte auch nach Großbritannien und Deutschland, wo es unter anderem von Paul McCartney und Ralf Hütter gespielt wurde. Ersterer hatte die Tubon ursprünglich für die Einleitung von Strawberry Fields Forever vorgesehen und komponierte diesen auch auf der Orgel, entschied sich jedoch später doch noch um und verwendete das Chamberlin.
Ralf Hütter setzte das Instrument zwischen 1970 und 1971 – unter anderem auch auf dem ersten Album – regelmäßig ein und trat mit ihm 1970 auch auf dem ersten Konzert der gerade erst gegründeten Band Kraftwerk auf. Damals produzierte die Band noch Krautrock – sie wandte sich erst ab 1974 der elektronischen Musik zu.
Das Instrument wurde in den frühen 1970er-Jahren auch in England als Livingston Tubon vertrieben.